# Tajno ime (album)
Tajno ime trinaesti je studijski album zagrebačkog rock sastava Prljavo kazalište koji 2008. godine objavljuje diskografska kuća Croatia Records.
Album izlazi kao dvostruko izdanje, a objavljuju ga povodom 30 godina svoga djelovanja (osnovani su 1977. godine). Sadrži 14 novih skladbi i tri obrade koje dolaze kao bonus, "Sretno dijete", "Sve je lako kad si mlad" i "Kao". Materijal je rađen sa žestokim zvukom i snažnim ljubavnim i nostalgičnim tekstovima, koji govore o vremenu 1980-ih godina ali i današnjim aktualnim temama. Uz dvostruki album dolazi i mala knjižica u kojoj se nalaze podaci o izvođačima i tekstovi novih pjesama (bez bonus skladbi).
Jedna od posebnosti ovog albuma je ta da će materijal biti usporedno objavljen kao dvostruka LP ploča.

## Popis pjesama

### Disk prvi
1. "Tajno ime"
2. "Male stvari"
3. "El klinjo"
4. "Da mogu ispočetka"
5. "Zašto kasno dolaziš"
6. "Ples sa vragom"
7. "Ipak"
8. "Šetač snovima"
9. "Ako padnem"

### Disk drugi
1. "Nakon..."
2. "Možda ti"
3. "Ovog jutra"
4. "Dobro došla draga kćeri"
5. "Tajna ljubavi"

### Bonus pjesme
1. "Sretno dijete"
2. "Sve je lako kad si mlad"
3. "Kao"

## Izvođači
- Mladen Bodalec - Vokal
- Jasenko Houra - Gitara, vokal
- Tihomir Fileš - Bubnjevi
- Jurica Leikauff - Klavijature
- Mario Zidar - Gitara
- Dubravko Vorih - Bas gitara

## Vanjske poveznice
- Diskografija.com - Recenzija albuma